# Tínos
Pour le chef-lieu, voir Tínos (ville). Pour la police de caractères, voir Tinos (police de caractères).
Tínos (en grec moderne : Τήνος) est une île du nord des Cyclades grecques, dans la mer Égée méridionale. Elle se situe entre Andros et Mykonos. Son port principal et sa capitale, Tinos, est dominé par l'imposant rocher de l'Exombourgo (640 m). Ses habitants sont appelés les Tiniotes.
Tinos est peu fréquentée par les touristes étrangers, faute de monuments antiques connus et de belles plages. Ses côtes sont principalement rocheuses mais elle compte cependant quelques plages de sable fin. Par ailleurs, son exposition aux vents du nord, principalement le meltem en été, ne joue pas en sa faveur ; cette caractéristique a même fait d'elle, dans la mythologie antique, la demeure d'Éole.
Pour les Grecs orthodoxes, Tinos est un très important lieu de pèlerinage marial — elle est surnommée « île de la Vierge » —, qui attire une foule importante le 25 mars (fête de l'Annonciation) et surtout le 15 août (fête de la Dormition). Elle abrite également une communauté catholique importante, héritage de son histoire.

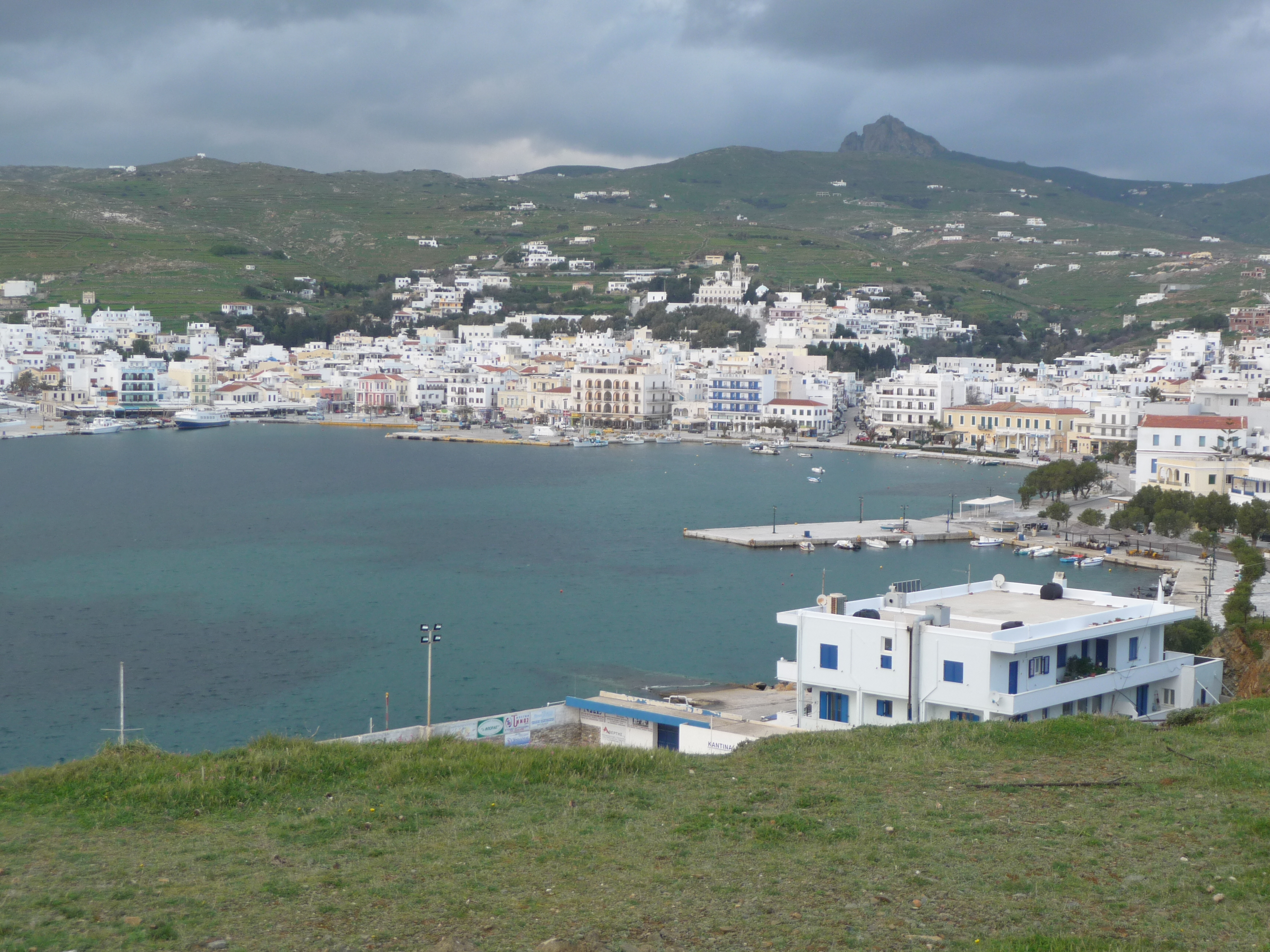
Le port de Tinos avec, au fond, la basilique de Tinos.
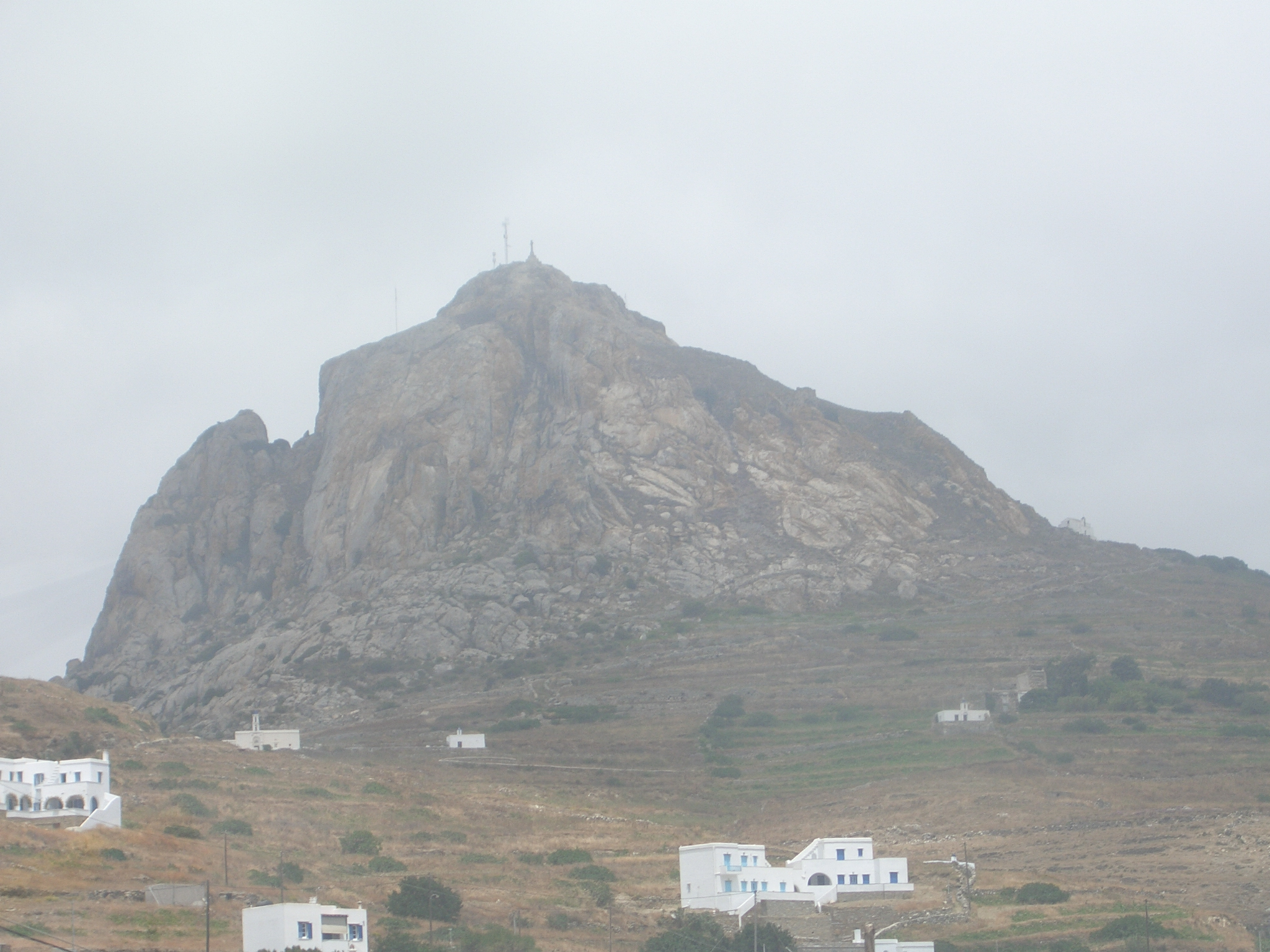
Le rocher de l'Exombourgo (640 m) dans le brouillard.

## Géographie
L'île est divisée en trois grandes régions :
- Exo Meri au nord-ouest, au-delà du village de Kardiani (tous les habitants sont orthodoxes, sauf à Kardiani où la population est mixte)[2]. Le sol y est peu fertile, mais son marbre est exploité. Ses habitants furent ceux qui durent le plus s'expatrier[3].
- Kato Meri au nord-est : région de Tarbados, Kalloni et Volax (tous les habitants sont catholiques, sauf à Sklavochori, orthodoxe)[2].
- Epano Meri au sud-est, autour de la ville de Tinos avec le village de Chatzirados, Dyo Chora et Myrsini (région mixte religieusement)[2].

Depuis les élections d'octobre 2010, les 3 municipalités attachées à ces 3 régions, ne font plus qu'une seule, avec un seul maire qui officie dans le port de Tinos.
La plupart des chrétiens orthodoxes de l’ile dépendent de la métropole de Syros, Tinos, Andros, Kéa, Milo et Myconos et les catholiques de l'archidiocèse de Naxos et Tinos.

### Généralités
L'eau est abondante sur Tinos, contrairement aux autres Cyclades, mais le vent contrarie l'activité agricole, sauf dans les vallées protégées, comme celles de Livadia, Agapi ou Potamia (autour d'un « fleuve » comme son nom l'indique) et sur la plaine de Komi. Ces régions de maraîchage ont fourni Athènes en produits frais jusqu'aux années 1950. L'île exporte aussi encore son marbre (utilisé au palais de Buckingham et au Louvre) et du talc.
Tinos fait pourtant partie des îles des Cyclades qui ne sont pas autosuffisantes en eau. Elle reçoit de l'eau tous les ans (et surtout l'été à cause de la saison touristique) depuis le port du Laurion en Attique, pour un coût moyen de 8,30 € le mètre cube.

### Géomorphologie
Tinos a la forme d'une « poire » tournée vers le nord-ouest. Elle est longue de 27 km, son littoral fait 114 km et le tour de l'île s'effectue en 38 milles marins. Sa base, au sud-est vers Mykonos, fait 12 km. Elle est séparée de cette île par un détroit de 7,5 km. Un bras de mer de moins d'un mille marin la sépare d'Andros. Le plus haut sommet de l'île est le Tsiknia (725 m).
L'île est formée de roches métamorphiques plissées et érodées. Ses côtes sud-ouest et est sont rectilignes et escarpées, sauf au niveau de Tinos-ville. La côte nord-est a les baies les plus profondes : Panormos, Kolymbithra et Livada. L'île peut-être décomposée en trois ensembles géologiques :
- Les micaschistes composent la majeure partie de l'ouest de l'île et culminent avec le Polemou Kampos (650 m). On les retrouve dans la partie est de l'île. Cette zone des micaschistes est aussi celle du marbre, en un banc épais de 20 à 30 mètres sur les schistes[6] :
  - le marbre blanc de Pyrgos
  - et surtout le marbre bleu-gris qui fut très utilisé sur Délos à l'époque hellénistique[6]
- Les amphibolites composent la majeure partie de l'est de l'île, surtout la serpentine verte qui constitue le sommet du Tsikinias (714 m)
- Le granit surgit au nord-est, créant le sommet de l'Exomborgo.

### Climat
La neige et le gel sont rares sur Tinos. Les régions les plus hautes (plateaux de Falatados-Sténi-Messi et d'Ysternia-Panormos) et Xombourgo sont en revanche régulièrement touchées par le brouillard. La principale caractéristique de l'île est le vent qui souffle du nord. Le meltem a pour effet de rafraîchir les chaudes journées d'été.
| Mois                | Janvier | Février | Mars | Avril | Mai | Juin | Juillet | Août | Septembre | Octobre | Novembre | Décembre |
| Maximum (°C)        | 14      | 15      | 16   | 19    | 22  | 26   | 28      | 28   | 26        | 23      | 19       | 15       |
| Minimum (°C)        | 10      | 10      | 11   | 13    | 17  | 21   | 23      | 24   | 21        | 19      | 15       | 12       |
| Précipitations (mm) | 8       | 7       | 5    | 5     | 3   | 0    | 0       | 0    | 2         | 2       | 6        | 11       |
| Vent (km/h)         | 29      | 30      | 26   | 20    | 21  | 23   | 23      | 26   | 23        | 26      | 23       | 28       |

## Administration
La réforme Kallikratis de 2010 a vu la fusion des 3 anciennes municipalités de l'île : les dèmes de Tinos et Exombourgo, et la communauté de Panormos. L'île forme donc actuellement un dème avec pour chef-lieu la localité de Tinos-ville et pour « capitale historique » la localité de Panormos. Elle forme également un district régional de la périphérie d'Égée-Méridionale.

## Mythologie

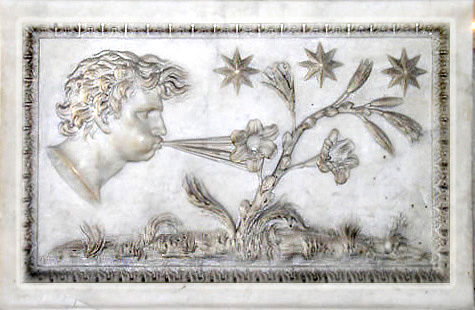
Éole, le dieu du vent.

Tinos aurait été, selon la mythologie, l'île d'Éole, le dieu du vent. Cette légende est justifiée par la puissance avec laquelle souffle le vent, et surtout le meltem, sur l'île.
Une autre légende fait référence aux serpents - encore présents - vipères et couleuvres - qui mangent des petits rongeurs. Appelée Ophioussa en raison des nombreux serpents qu'on y trouvait, elle changea de nom lorsque Poséidon envoya des cigognes nettoyer l'île.

## Histoire

### Antiquité
L'île aurait été appelée à cette époque Idroussa en raison de l'abondance de ses sources,. Athénée fait référence à une source miraculeuse ne se mélangeant pas au vin. Pline l'Ancien écrit à propos de l'île : « À 1 000 pas d'Andros et à 15 000 de Délos est Ténos, avec sa ville ; elle s'étend dans une longueur de 15 000 pas ; d'après Aristote, elle fut appelée Hydroussa à cause de l'abondance de ses eaux ; d'après d'autres, Ophioussa. ».

#### Époques archaïque et classique
Les premiers habitants de l'île sont peu connus : les hypothèses phrygienne, phénicienne, carienne, pélasge ou lélège sont avancées,. Les Ioniens auraient colonisé Tinos vers 1000 avant notre ère.
Les traces d'occupation les plus anciennes sont mycéniennes : on a retrouvé deux tombeaux mycéniens ou géométriques dans la région de Kyra-Xéni.
Une cinquantaine d'habitats de l'époque géométrique ont été recensés, dont celui au sommet de Xombourgo qui était une véritable ville fortfiée.
Au VIe siècle, elle était dominée par Érétrie, cité de l'île d'Eubée. La domination athénienne se fit sentir à partir de Pisistrate à qui on a autrefois attribué un des principaux aqueducs de l'île vers 549-542 avant l'ère commune; depuis la découverte que la cité de la période archaïque se situait à l'Exombourgo et non en bord de mer, cet aqueduc est maintenant daté de la fin du IVe siècle av. J.-C., comme le reste de la ville basse.
En 480 avant l'ère commune, les Perses de Xerxès s'en emparèrent et obligèrent l'île à fournir des navires contre la Grèce. Un de ces navires déserta juste avant Salamine et informa les Grecs des intentions perses. Pour cette raison, Tinos eut le droit d'avoir son nom sur le trépied de Delphes, dont la partie restante, la colonne serpentine, subsiste toujours à Constantinople.

#### Époque hellénistique
D’après Démosthène et Diodore de Sicile, le tyran thessalien Alexandre de Phères mena des opérations de pirateries dans les Cyclades vers 362-360 avant l’ère commune. Ses navires se seraient emparés de quelques-unes des îles, dont Tinos, et auraient emporté un grand nombre d’esclaves. Ce fut peu de temps après cette expédition pirate que la ville haute (polis) sur le Xombourgo aurait été abandonnée et que la ville basse (asty), à l'emplacement actuel de Tinos-ville, aurait été créée.
Vers 315 avant l'ère commune, Antigonos Monophtalmos organisa les Cyclades dans une Ligue des Nésiotes, un État fédéral au service des Antigonides, sur lequel Démétrios Ier Poliorcète se serait appuyé pour ses campagnes navales.
Les Ptolémées établirent un protectorat sur cette ligue vers - 295. Mais, vaincus à Andros vers le milieu du IIIe siècle, ils perdirent leur influence dans les îles. Après Cynocéphales, les îles passèrent aux Rhodiens puis aux Romains. Les Rhodiens réorganisèrent la Ligue des Nésiotes, dont le centre politique était probablement Tinos, choisie vraisemblablement grâce à la renommée et aux privilèges diplomatiques de son sanctuaire consacré à Poséidon et Amphitrite (l'île de Délos et sanctuaire d'Apollon étant à cette époque une cité neutre).
Dans son ouvrage sur Tinos, Roland Étienne évoque une société tiniote dominée par une « aristocratie » agrarienne et patriarchale marquée par une forte endogamie. Ces quelques familles avaient beaucoup d'enfants et tiraient une partie de leurs ressources d'une exploitation financière de la terre (ventes, emprunts, etc.), que R. Étienne qualifie d'« affairisme rural ». Ce « marché de l'immobilier » était dynamique à cause du nombre d'héritiers et du partage du patrimoine au moment des héritages. Il n'y avait pas d'autre solution que l'achat et la vente de terres pour se constituer un patrimoine cohérent. Une partie de ces ressources financières pouvait être aussi investie dans les activités commerciales.

### Époques moderne et contemporaine

#### La période «franque»
En 1204, la IVe croisade s'empara de Constantinople, et les vainqueurs se partagèrent l'Empire byzantin. Alors que la souveraineté nominale sur la plupart des Cyclades avait échu aux Croisés, Tinos avait été théoriquement attribuée à l'empereur latin de Constantinople, qui ne put cependant en prendre directement possession. Un accord entre ce dernier et Venise fut conclu, autorisant des citoyens vénitiens agissant à titre privé à conquérir les îles, dont ils feraient hommage à l'empereur,. Cette nouvelle suscita des vocations. De nombreux aventuriers armèrent des flottes à leurs frais, dont Marco Sanudo, neveu du doge Enrico Dandolo. En 1207, il contrôlait les Cyclades avec ses compagnons et parents. Les frères Andrea et Geremia Ghisi devinrent maîtres de Tinos, Mykonos et des Sporades et vassaux de l'empereur latin de Constantinople ; ils ne dépendaient pas du duché. Les Latins imposèrent le système féodal occidental sur les îles qu'ils dominaient.
La coutume de la principauté de Morée, les Assises de Romanie, devint rapidement la base de la législation dans les îles. Le système féodal fut appliqué même pour les plus petites propriétés, ce qui eut pour effet de créer une importante « élite locale ». Les « nobles francs » reproduisirent la vie seigneuriale qu'ils avaient laissée derrière eux : ils se construisirent des « châteaux » où ils entretinrent une cour. Aux liens de vassalité s'ajoutèrent ceux du mariage. Les fiefs circulèrent et se fragmentèrent au fil des dots et des héritages.

Cependant, ce système féodal « franc » (comme on appelait tout ce qui venait d'Occident à l'époque) se surimposa au système administratif byzantin, conservé par les nouveaux seigneurs : les taxes et corvées féodales étaient appliquées aux divisions administratives byzantines et l'exploitation des fiefs continuait selon les techniques byzantines. Il en était de même pour la religion : si la hiérarchie catholique dominait, la hiérarchie orthodoxe subsistait et parfois, lorsque le curé catholique n'était pas disponible, la messe était célébrée par le prêtre orthodoxe. Les deux cultures se mêlèrent étroitement.
En 1292, Roger de Lauria ravagea Tinos (ainsi qu'Andros, Mykonos et Kythnos), peut-être une conséquence de la guerre qui faisait rage entre Venise et Gênes. En 1390, les anciens fiefs des Ghisi (Tinos et Mykonos) passèrent sous la domination directe de la république de Venise qui conserva l'île jusqu’à la conquête ottomane de 1715, dernier territoire grec à être conquis. Cette longue domination vénitienne explique la forte communauté catholique de l'île.

#### Époque contemporaine

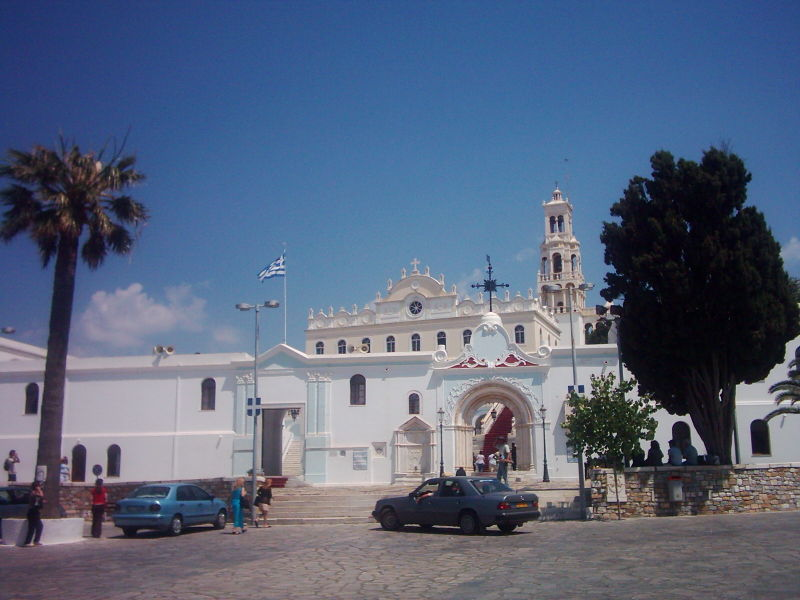
La panagía Evangelístria où se trouve l'icône miraculeuse.

En 1822, une nonne du couvent Kekrovounio fit un rêve lui indiquant où était cachée une icône miraculeuse de la Vierge à l'Enfant, peinte, selon la légende, par l'Évangéliste Luc lui-même. On attribua rapidement à cette icône des vertus curatives et des milliers de malades vinrent en pèlerinage dans l’île pour s’y faire guérir. En 1915, lorsque le roi Constantin Ier de Grèce fut atteint d’une pleurésie aggravée d’une pneumonie, le gouvernement envoya un navire à Tinos pour y chercher l’image sainte et la placer dans la chambre du souverain. Alors que Constantin avait déjà reçu les derniers sacrements, son état s’améliora progressivement après qu’il eut embrassé l’icône. En guise d’ex voto, la reine Sophie de Grèce fit alors don d’un saphir pour enrichir l’icône.
L'attaque italienne contre la Grèce avait été précédée du torpillage du croiseur Elli, un navire symbolique pour la Grèce, en baie de Tinos, le 15 août 1940.
L'attaque allemande d'avril 1941 entraîna la défaite totale et l'occupation de la Grèce dès la fin de ce mois. Cependant, les Cyclades furent occupées tardivement et plus par les troupes italiennes que par les troupes allemandes. Les premières troupes d'occupation firent leur apparition le 9 mai 1941 : Tinos fut occupée par des Italiens. Cela permit aux îles de servir d'étape aux personnalités politiques allant se réfugier en Égypte pour continuer la lutte. Georges Papandréou et Constantin Karamanlís s'arrêtèrent ainsi sur l'île avant de rejoindre Alexandrie.

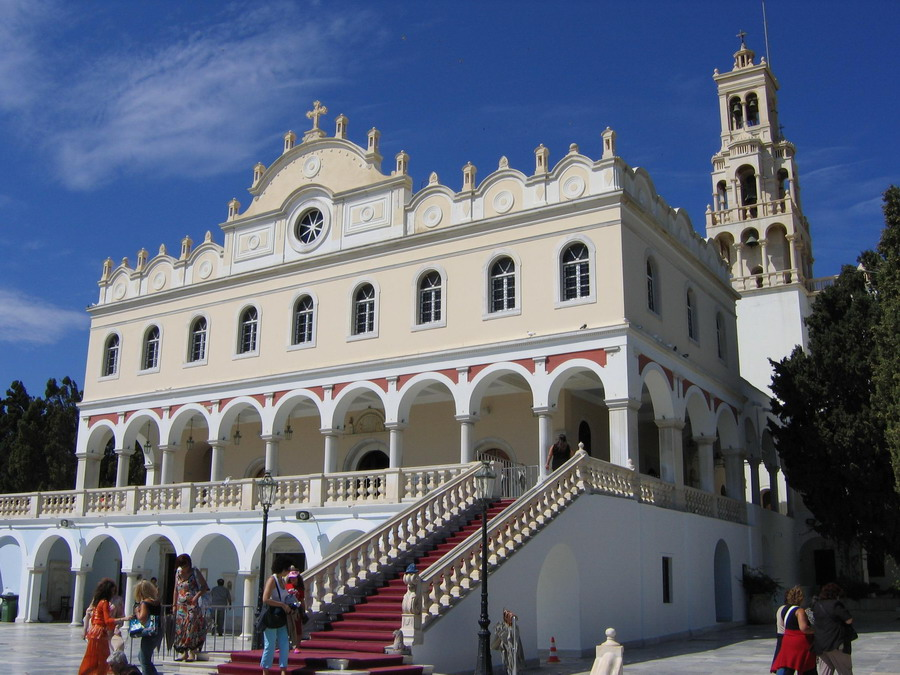
Cathédrale de Tinos

À la suite de la reddition italienne, l'OKW donna l'ordre le 8 septembre 1943 aux commandants des unités du secteur de la Méditerranée de neutraliser, par la force si nécessaire, les unités italiennes. Le 1er octobre 1943, Hitler ordonna d'occuper toutes les îles de l'Égée contrôlées par les Italiens.
Comme le reste du pays, les Cyclades eurent à souffrir de la famine organisée par l'occupant allemand. Ainsi, sur Tinos, on considère que 327 personnes dans la ville de Tinos et autour de 900 dans la région de Panormos moururent de faim lors du conflit.
Au recensement de 2011, l'île compte 8 636 habitants.

## Personnalités liées à Tinos
- Kösem (1589-1651), la femme du sultan ottoman Ahmet Ier. Mère des sultans Mourad IV et Ibrahim Ier, né à Tinos.
- Georgios Fytalis (1830-1901), sculpteur, né à Tinos.
- Lazaros Fytalis (1831-1909), sculpteur, né à Tinos.
- Yannoulis Halepas (1851-1938),  sculpteur, né à Tinos.

## Centres d'intérêt
- Ville de Tinos.

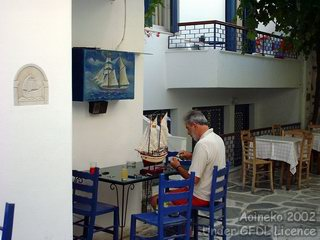
Maquettiste dans les rues de Tinos.

- Église Panaghia Evangélistria (Vierge de l'Annonciation) qui est, le 15 août, un grand pèlerinage lors de la procession de l'icône réputée miraculeuse.
- Musée Archéologique en haut de l'avenue de la Panagia.
- Ruines du sanctuaire de Poséidon et d'Amphitrite route de Kionia.
- Monastère de Kechrovounion au-delà de la route d'Agapi.
- Volax, le village et son musée local à côté de l'église.
- Le musée de l'exploitation du marbre à Pirgos, sur la droite avant la descente sur le village.
- Le musée de Xinara (en dessous de la mairie).
- Les villages de Skalados et son église, Arnados, Kardiani, Ysternia.
- Le petit port et la baie de Panormos, plage d'Agia Thalassa.
- Le village de Pánormos (ou Pýrgos), son Musée de l'artisanat du marbre et ses sculpteurs.